# Pachycare flavogriseum
Pachycare flavogriseum é uma espécie de ave da família Pachycephalidae. É a única espécie do género Pachycare.
Pode ser encontrada nos seguintes países: Indonésia e Papua-Nova Guiné.
Os seus habitats naturais são: florestas subtropicais ou tropicais húmidas de baixa altitude e regiões subtropicais ou tropicais húmidas de alta altitude.